# Caja de crujidos

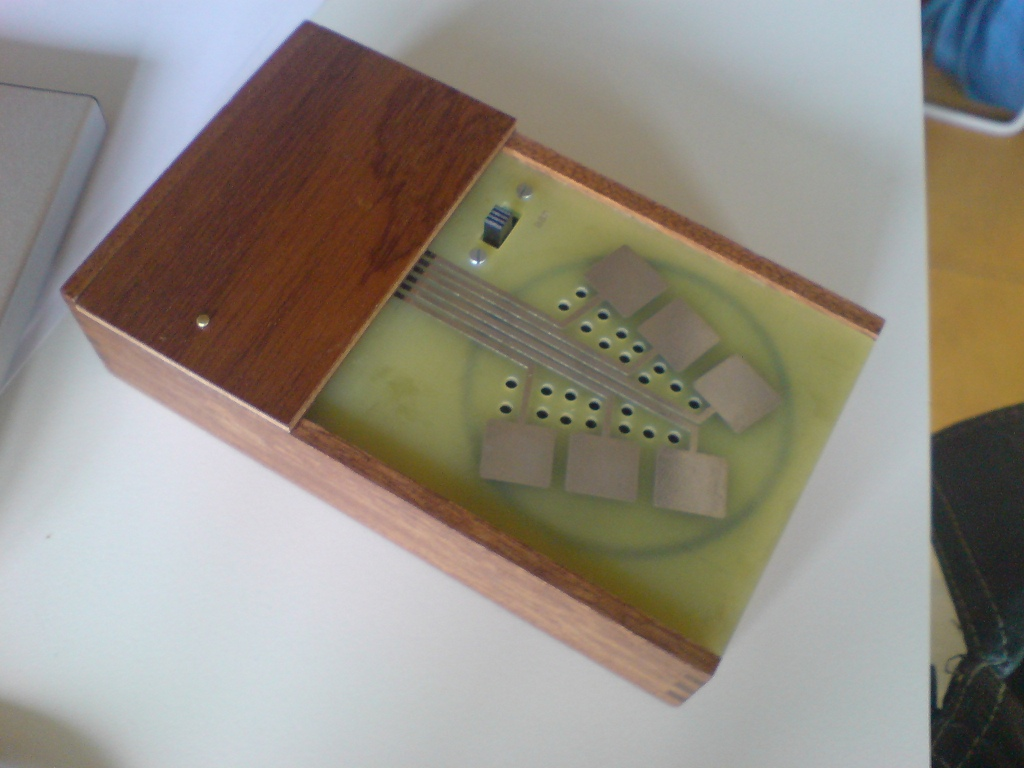
Caja de crujidos.

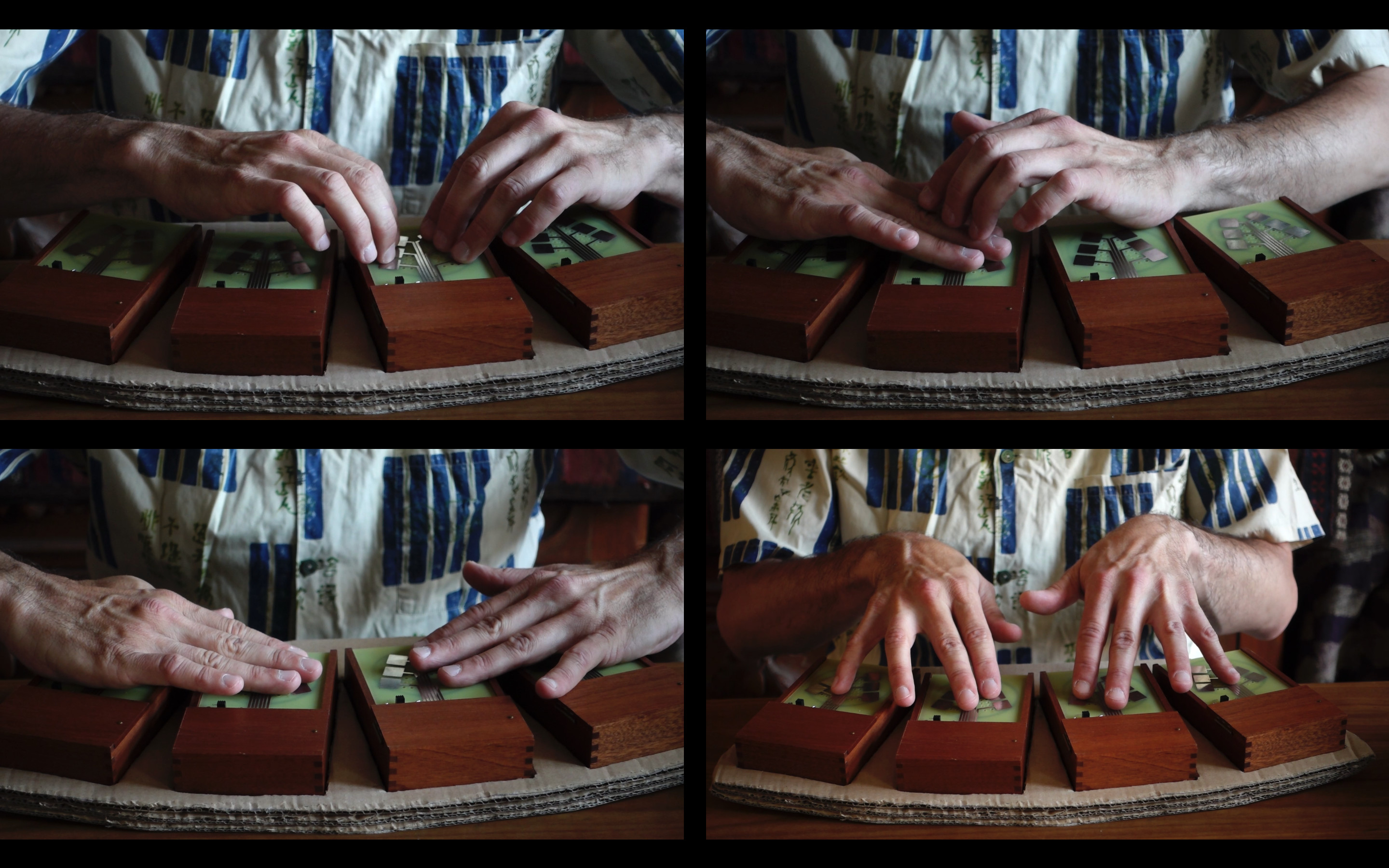
Juego simultáneo en cuatro cajas de crujidos.

En música, una caja de crujidos, también llamada cracklebox o kraakdoos es un dispositivo electrónico de funcionamiento a baterías capaz de generar ruidos eléctricos.
Consiste de una pequeña caja con seis contactos de metal en la parte superior que al presionarlos con los dedos genera todo tipo de sonidos y tonos inusuales. El cuerpo humano se convierte en parte del circuito y determina el rango de sonidos posibles que podrá generar el dispositivo. Distintas personas generarán distintos resultados en los sonidos. 
El concepto concebido por Michel Waisvisz y Geert Hamelberg en los años 1960 y desarrollado en profundidad en los años 1970 cuando Waisvisz se unió a la fundación STEIM en Ámsterdam, Holanda. La caja de crujidos es un dispositivo simple ideado sobre la base de un único amplificador operacional (uno de los primeros modelos producidos), unos pocos transistores que puede ser fácilmente construido por cualquier persona con un conocimiento básico de electrónica.
El músico Andrew Levine toca regularmente el Cracklebox individualmente y en una configuración de cuatro.